# 拉斯希德普尔加尔希
拉斯希德普尔加尔希（Rashidpur Garhi），是印度北方邦Bijnor县的一个城镇。总人口6363（2001年）。

## 人口
该地2001年总人口6363人，其中男性3422人，女性2941人；0—6岁人口772人，其中男444人，女328人；识字率75.40%，其中男性为81.39%，女性为68.45%。